# Brian Gottfried
Pour les articles homonymes, voir Gottfried.
Brian Gottfried , né le 27 janvier 1952 à Baltimore, est un ancien joueur de tennis professionnel américain.
Ce serveur-volleyeur au jeu très pur fit partie des 5 meilleurs mondiaux, et fut demi-finaliste à Wimbledon, et surtout, finaliste à Roland-Garros en 1977, battu par Guillermo Vilas. Il remporta par ailleurs trois titres du Grand Chelem en double messieurs.

## Parcours dans les tournois duGrand Chelem

### En simple
| Année | Open d'Australie | Open d'Australie | Internationaux de France | Internationaux de France | Wimbledon       | Wimbledon     | US Open         | US Open       | Open d'Australie | Open d'Australie |
| ----- | ---------------- | ---------------- | ------------------------ | ------------------------ | --------------- | ------------- | --------------- | ------------- | ---------------- | ---------------- |
| 1970  | —                | —                | —                        | —                        | —               | —             | 1er tour (1/64) | R. McKinley   | n.o.             | n.o.             |
| 1971  | —                | —                | —                        | —                        | —               | —             | 1er tour (1/64) | M. Riessen    | n.o.             | n.o.             |
| 1972  | —                | —                | 3e tour (1/16)           | F. Pala                  | 2e tour (1/32)  | I. Țiriac     | 1er tour (1/64) | C. Richey     | n.o.             | n.o.             |
| 1973  | —                | —                | 2e tour (1/32)           | H. Solomon               | —               | —             | 3e tour (1/16)  | T. Okker      | n.o.             | n.o.             |
| 1974  | —                | —                | 2e tour (1/32)           | O. Parun                 | 2e tour (1/32)  | I. Năstase    | 2e tour (1/32)  | B. Teacher    | n.o.             | n.o.             |
| 1975  | —                | —                | 1/8 de finale            | H. Solomon               | 3e tour (1/16)  | A. Ashe       | 2e tour (1/32)  | K. Meiler     | n.o.             | n.o.             |
| 1976  | —                | —                | 1/8 de finale            | H. Solomon               | 1/8 de finale   | B. Borg       | 1/8 de finale   | B. Borg       | n.o.             | n.o.             |
| 1977  | —                | —                | Finale                   | G. Vilas                 | 2e tour (1/32)  | B. Bertram    | 1/4 de finale   | C. Barazzutti | —                | —                |
| 1978  | n.o.             | n.o.             | 3e tour (1/16)           | R. Gehring               | 1/4 de finale   | V. Gerulaitis | 1/4 de finale   | J. Connors    | —                | —                |
| 1979  | n.o.             | n.o.             | 3e tour (1/16)           | G. Mayer                 | 3e tour (1/16)  | B. Teacher    | 1/8 de finale   | J. Connors    | —                | —                |
| 1980  | n.o.             | n.o.             | 1/8 de finale            | H. Solomon               | 1/2 finale      | B. Borg       | 1/8 de finale   | E. Teltscher  | 1/8 de finale    | P. McNamara      |
| 1981  | n.o.             | n.o.             | 3e tour (1/16)           | C. Kirmayr               | 2e tour (1/32)  | J. Borowiak   | 1/8 de finale   | E. Teltscher  | —                | —                |
| 1982  | n.o.             | n.o.             | 2e tour (1/32)           | F. Luna                  | 2e tour (1/32)  | N. Saviano    | 2e tour (1/32)  | Y. Noah       | —                | —                |
| 1983  | n.o.             | n.o.             | 1/8 de finale            | I. Lendl                 | 1/8 de finale   | M. Purcell    | 2e tour (1/32)  | M. Wilander   | —                | —                |
| 1984  | n.o.             | n.o.             | 1/8 de finale            | J. Arias                 | 1er tour (1/64) | F. González   | 2e tour (1/32)  | J. Connors    | —                | —                |

N.B. : à droite du résultat se trouve le nom de l'ultime adversaire.

### En double
| Année | Open d'Australie | Open d'Australie | Internationaux de France   | Internationaux de France | Wimbledon                  | Wimbledon                | US Open                   | US Open                  | Open d'Australie       | Open d'Australie     |
| ----- | ---------------- | ---------------- | -------------------------- | ------------------------ | -------------------------- | ------------------------ | ------------------------- | ------------------------ | ---------------------- | -------------------- |
| 1970  | —                | —                | —                          | —                        | —                          | —                        | 1er tour (1/32) S. Mayer  | A. Gimeno R. Taylor      | n.o.                   | n.o.                 |
| 1971  | —                | —                | —                          | —                        | —                          | —                        | 1er tour (1/32) P. Gerken | J. Connors T. Ryan       | n.o.                   | n.o.                 |
| 1972  | —                | —                | —                          | —                        | 2e tour (1/16) P. Gerken   | L. Hoad A. Segal         | 2e tour (1/16) P. Gerken  | S. Smith Van Dillen      | n.o.                   | n.o.                 |
| 1973  | —                | —                | 1/4 de finale D. Stockton  | J. Connors I. Năstase    | —                          | —                        | 1/8 de finale D. Stockton | Carmichael F. McMillan   | n.o.                   | n.o.                 |
| 1974  | —                | —                | 2e tour (1/16) R. Ramírez  | T. Vázquez G. Vilas      | 1/4 de finale R. Ramírez   | C. Drysdale T. Okker     | 1/4 de finale R. Ramírez  | Newcombe T. Roche        | n.o.                   | n.o.                 |
| 1975  | —                | —                | Victoire R. Ramírez        | Alexander P. Dent        | 2e tour (1/16) R. Ramírez  | C. Pasarell R. Tanner    | 1/8 de finale R. Ramírez  | R. Cano B. Prajoux       | n.o.                   | n.o.                 |
| 1976  | —                | —                | Finale R. Ramírez          | F. McNair S. Stewart     | Victoire R. Ramírez        | R. Case G. Masters       | 2e tour (1/16) R. Ramírez | B. Bertram B. Mitton     | n.o.                   | n.o.                 |
| 1977  | —                | —                | Victoire R. Ramírez        | W. Fibak J. Kodeš        | 1er tour (1/32) R. Ramírez | J. Delaney S. Menon      | Finale R. Ramírez         | B. Hewitt F. McMillan    | —                      | —                    |
| 1978  | n.o.             | n.o.             | 1/2 finale R. Ramírez      | G. Mayer H. Pfister      | —                          | —                        | 1/4 de finale D. Stockton | S. Smith R. Lutz         | —                      | —                    |
| 1979  | n.o.             | n.o.             | 1/4 de finale R. Ramírez   | A. Ashe D. Stockton      | Finale R. Ramírez          | P. Fleming J. McEnroe    | 2e tour (1/16) R. Ramírez | F. González E. Teltscher | —                      | —                    |
| 1980  | n.o.             | n.o.             | Finale R. Ramírez          | V. Amaya H. Pfister      | 1/4 de finale R. Ramírez   | McNamara McNamee         | —                         | —                        | 1/4 de finale S. Mayer | B. Martin R. Simpson |
| 1981  | n.o.             | n.o.             | 1er tour (1/32) R. Ramírez | C. Mayotte R. Meyer      | 1/8 de finale R. Ramírez   | I. El Shafei J. Feaver   | —                         | —                        | —                      | —                    |
| 1982  | n.o.             | n.o.             | 1er tour (1/32) J. Lloyd   | Simonsson Sundström      | 1er tour (1/32) B. Scanlon | Edmondson K. Warwick     | 1/2 finale R. Ramírez     | V. Amaya H. Pfister      | —                      | —                    |
| 1983  | n.o.             | n.o.             | 1/4 de finale Günthardt    | A. Järryd Simonsson      | 1/4 de finale McNamee      | A. Järryd Simonsson      | 2e tour (1/16) McNamee    | S. Edberg Simonsson      | —                      | —                    |
| 1984  | n.o.             | n.o.             | 1/4 de finale S. Edberg    | E. Fromm Glickstein      | 1er tour (1/32) M. Leach   | L. Stefanki R. Van't Hof | 1/8 de finale B. Manson   | Günthardt B. Taróczy     | —                      | —                    |
| 1985  | n.o.             | n.o.             | 1er tour (1/32) G. Holmes  | Simonsson R. Simpson     | —                          | —                        | —                         | —                        | —                      | —                    |

N.B. : le nom du ou de la partenaire se trouve sous le résultat ; le nom des ultimes adversaires se trouve à droite.

## Participation aux Masters

### En double
| Année | Ville    | Surface         | Partenaire   | Résultats | Résultat final |
| ----- | -------- | --------------- | ------------ | --------- | -------------- |
| 1976  | Houston  | Moquette indoor | Raúl Ramírez | 1v, 1d    | Finaliste      |
| 1977  | New York | Moquette indoor | Raúl Ramírez | 0v, 1d    | Demi-finaliste |

## Cinéma
Brian Gottfried est incarné par Vincent Eriksson dans le film Borg vs. McEnroe de Janus Metz Pedersen sorti en 2017. On l'y voit notamment affronter Björn Borg lors de la demi-finale de Wimbledon 1980.